# Roberto Guedes
Roberto Carlos Guedes (São Paulo, 18 de dezembro de 1965) é um jornalista, escritor, roteirista, editor, fanzineiro e  tradutor brasileiro.

## Biografia
Guedes iniciou sua carreira como quadrinista em 1988 pelas editoras GED, Ninja e Phenix. No ano seguinte, passou a publicar o fanzine Status Quo Comics (comumente chamado Status Comics). Em 1992, após dez edições do fanzine, o nome passou a ser usado como um selo editorial independente, publicando seus próprios super-heróis: Meteoro (criado em 1987 para ser publicado pela editora Phenix em 1991), Os Protetores e Força Máxima (ambos com desenhos de Joe Prado, antes de começar a desenhar para a DC Comics). Em 1995, publica a segunda série do fanzine Status Comics, que dura quatro edições com os desenhistas Cal e Borges, e cria o selo Fire Comics, que também foi o nome de uma banca especializada em quadrinhos inaugurada no final de 1997. Em 1998, lança um novo super-herói, Guepardo, publicado no título A Lenda Chamada Guepardo, e continuou lançando fanzines como Quartel-General (1999) e Gibilândia (2001). Este último chamou a atenção de Franco de Rosa, que no ano seguinte o convida para trabalhar Opera Graphica, editora, fundada por ele e seu sócio, Carlos Mann.
Na Opera Graphica, atuou como editor, tradutor, entrevistador, colunista e ensaísta. Editou álbuns de autores nacionais e internacionais, e revistas para bancas de jornal, como Stripmania. A Opera Graphica também atuava como um estúdio que prestava serviços para a Editora Escala, Guedes também presta serviços para a Editora Escala, através da Opera Graphica, publicando o super-herói Meteoro na primeira e única edição da revista em quadrinhos Almanaque de Quadrinhos, publicada em 2002, além de colaborar nas revistas Curso Prático de Desenho, Série Culturas, Histórias & Mitos, Vampiros – Criaturas da Noite, entre outras.
Ainda pela Opera Graphica, publica seus primeiros livros Quando Surgem os Super-Heróis (2004), e A Saga dos Super-Heróis Brasileiros (2005). Em 2006, deixa a Opera Graphica e passa a colaborar com a Editora Mythos, novamente por indicação de Franco de Rosa, onde produziu alguns textos sobre cinema e traduziu O Fantasma de Lee Falk. Logo em seguida, Hélcio de Carvalho o convida para ser editor na Panini Comics, uma vez que, desde 2002, a própria Mythos presta serviços na publicação de quadrinhos das editoras americanas Marvel e DC.  Na Panini, Guedes escreveu para a revista Wizmania, entrevistando Stan Lee, Roy Thomas, Tom DeFalco e Marv Wolfman (quatro ex-editores da Marvel) e editou os primeiros números da Biblioteca Histórica Marvel.
Em 2006 foi anunciado que Meteoro seria publicado na Revista HQM da HQM Editora, editora surgida do HQ Maniacs, onde Guedes foi colunista., a revista não chegou a ser lançada, mas em 2007, publica a revista independente Meteoro Comics pela SM Editora de José Salles, onde publica um crossover com o super-herói Raio Negro de Gedeone Malagola. Em 2008, publica o livro A Era de Bronze dos Super-heróis (2008) pela HQM Editora,  sobre o período  conhecido como Era de Bronze dos quadrinhos, o livro ganhou o Troféu Bigorna de "Melhor Livro Teórico",. No mesmo ano, lançou o blog Guedes Manifesto; dois anos depois, o nome do blog serviu para nomear seu novo selo editoral, lançando a primeira edição do título Almanaque Meteoro e a segunda edição de Meteoro Comics pelo selo Júpiter 2 (ex-SM Editora) de José Salles.
Em 2012, publicou a terceira e última edição de Meteoro Comics pela Júpiter 2 e lançou pela Editorial Kalaco de Franco de Rosa, o livro Stan Lee – O Reinventor dos Super-Heróis. Em 2013, publicou um artigo na revista americana Alter Ego, editada pela TwoMorrows Publishing. Em 2014, publicou um artigo na revista Grandes Temas – História Viva n° 52 da Duetto Editorial. Em 2016, publicou o livro Universo dos Super - Heróis - Stan Lee - A Vida e a Obra do Criador dos Heróis Marvel pela Discovery Publicações. Em 2017, publicou o livro Jack Kirby – O Criador de Deuses pela Editora Noir, logo em seguida, lançou uma nova versão do fanzine Status Comics, a primeira edição foi dedicada ao Homem-Aranha.
Em março de 2019, lança uma nova versão do fanzine Gibilândia.
Entre 2012 e 2019 foi colaborador da revista Mundo dos Super-Heróis da Editora Europa. Ainda em 2019, lançou pela Editora Noir a biografia O incrível Steve Ditko, o cocriador de Homem-Aranha e Doutor Estranho. Em 2021, a Editora Noir promoveu uma campanha no site de financiamento coletivo Catarse, de dois livros de Guedes: Sr. Maravilha - A Biografia de Stan Lee (reedição revista e atualizada de Stan Lee - O Reinventor dos Super-Heróis) e Os Arquivos Secretos da RGE, este dedicado ao império editorial de Roberto Marinho. A campanha também ofereceu como prêmio a revista em quadrinhos Gibilândia Especial, com histórias do Meteoro. A campanha de Sr. Maravilha superou a meta estabelecida em quase 150%. Em agosto de 2022, lançou uma nova versão do fanzine Força Máxima.  
Guedes ganhou mais três prêmios em sua carreira: dois Angelo Agostini de "Melhor Editor", em 2002 e 2003; e o Troféu Jayme Cortez de 2004, por sua "Contribuição ao Quadrinho Brasileiro".